# Edwin Franko Goldman
Edwin Franko Goldman, född 1 januari 1878 i Louisville, Kentucky, död 21 februari 1956 i New York, var en amerikansk kornettist, orkesterledare och kompositör. 
Med det egna Goldman Band vann han berömmelse i New York och har som orkesterledare jämförts med John Philip Sousa, William Revelli och Arthur Pryor. Goldman räknas som en av USA:s största kompositörer av orkestermusik genom tiderna, inte minst på grund av den populära marschen On the Mall.

## Biografi
Föräldrarna David Goldman och Selma Franko var båda musikaliska och hemmahörande från New Orleans. Efter studier i Tyskland anträdde fadern en omväxlande karriär som jurist, tidningsredaktör, rabbin, orator och lingvist, varför familjen ofta flyttade omkring. Selma Frankos föräldrar med det ursprungliga efternamnet Hollaender var judiska invandrare från Tyskland. Av de mer bemärkta namnen i släkten märks violinisten Gustav Hollaender. Selma och hennes fyra syskon praktiserade piano och violin, och turnerade i Amerika och Europa tillsammans med sopranen Adelina Patti; ett av deras framträdanden i Washington, D.C. bevittnades av den unge John Philip Sousa och inverkade på hans eget karriärval. Goldmans moster, violinisten Jeanne Franko, studerade för Henri Vieuxtemps och Heinrich de Ahna, morbrodern Nahan var konsertmästare vid Metropolitan Opera House 1883–1905 och morbrodern Sam var grundare av symfoniorkestern American Symphony, där Edwin som ung spelade kornett.
1886 avled David Goldman och modern flyttade med de fem barnen till New York. Av ekonomiska skäl såg hon sig tvungen att placera Edwin och hans bror Walter på Hebrew Orphan Asylum, där Edwin under Herman Baars ledning började praktisera althorn i skolans orkester. Mot moderns vilja fattade han tycke för blåsinstrument och vägrade lämna skolan när hennes ekonomi förbättrades. Inom kort övergav han dock althornet och tog i stället lektioner i kornett hos George Wiegand. Med målet att bli orkesterledare inskrevs han 1893 vid National Conservatory of Music och studerade där komposition hos Antonín Dvořák och kornett hos samtidens mästare Jules Levy.
Mellan 1899 och 1909 var Goldman kornettsolist vid Metropolitan och efter några år som musiklärare grundade han 1911 New York Military Band, efter 1917 känt som Goldman Band. Orkestern började 1918 ge sommarkonserter på Columbia Universitys campus. Från mitten av juli till slutet av augusti uppträdde bandet fem kvällar i veckan i Central Park och en kväll i veckan i Prospect Park. Programmen publicerades i The New York Times och bara en repetition hölls inför varje säsong. Goldman Band blev något av New Yorks stolthet och konserterna sponsrades sedan 1924 av Florence och Daniel Guggenheims stiftelse. Efter 1925 sändes de också kontinuerligt i radio.
Goldman beskrevs som en hängiven och inspirerande dirigent, och hans status som efterträdare till John Philip Sousa som landets främste orkesterledare blev på sätt och vis officiell när Sousas änka vid bandets sommarkonsert 1932 överlämnade sin makes taktpinne till honom. 1929 var Goldman med att grunda American Bandmasters Association och blev dess första ordförande. Till hans minne utdelas organisationens förnämsta utmärkelse Edwin Franko Goldman Citation och för sina bidrag till radioindustrin förärades Goldman en stjärna på Hollywood Walk of Fame. 1953 gav Goldman Band sin tvåtusende konsert, som vanligt med Goldman som dirigent, och inbjudna gäster var Aaron Copland, Morton Gould, Percy Grainger och Vincent Persichetti.
Av Goldmans över 150 kompositioner, huvuddelen marscher, blev On the Mall hans största succé. Melodin presenterades i Central Park 1923 och fick starkt fäste hos allmänheten. Goldman författade även handböcker för kornett och orkester; Foundation to Cornet or Trumpet Playing (1914), Band Betterment (1934) och The Goldman Band System (1936). En opublicerad självbiografi rubricerad Facing the Music förvaras hos University of Maryland i College Park, och manuskript och noter från Goldman Band donerades till University of Iowa.
Traditionen med sommarkonserter varade i över 60 år och efter Goldmans bortgång 1956 övertog sonen Richard Franko Goldman ledarskapet för orkestern. Gruppen upplöstes 1979 i och med Goldmans pensionering.